# 雪志野

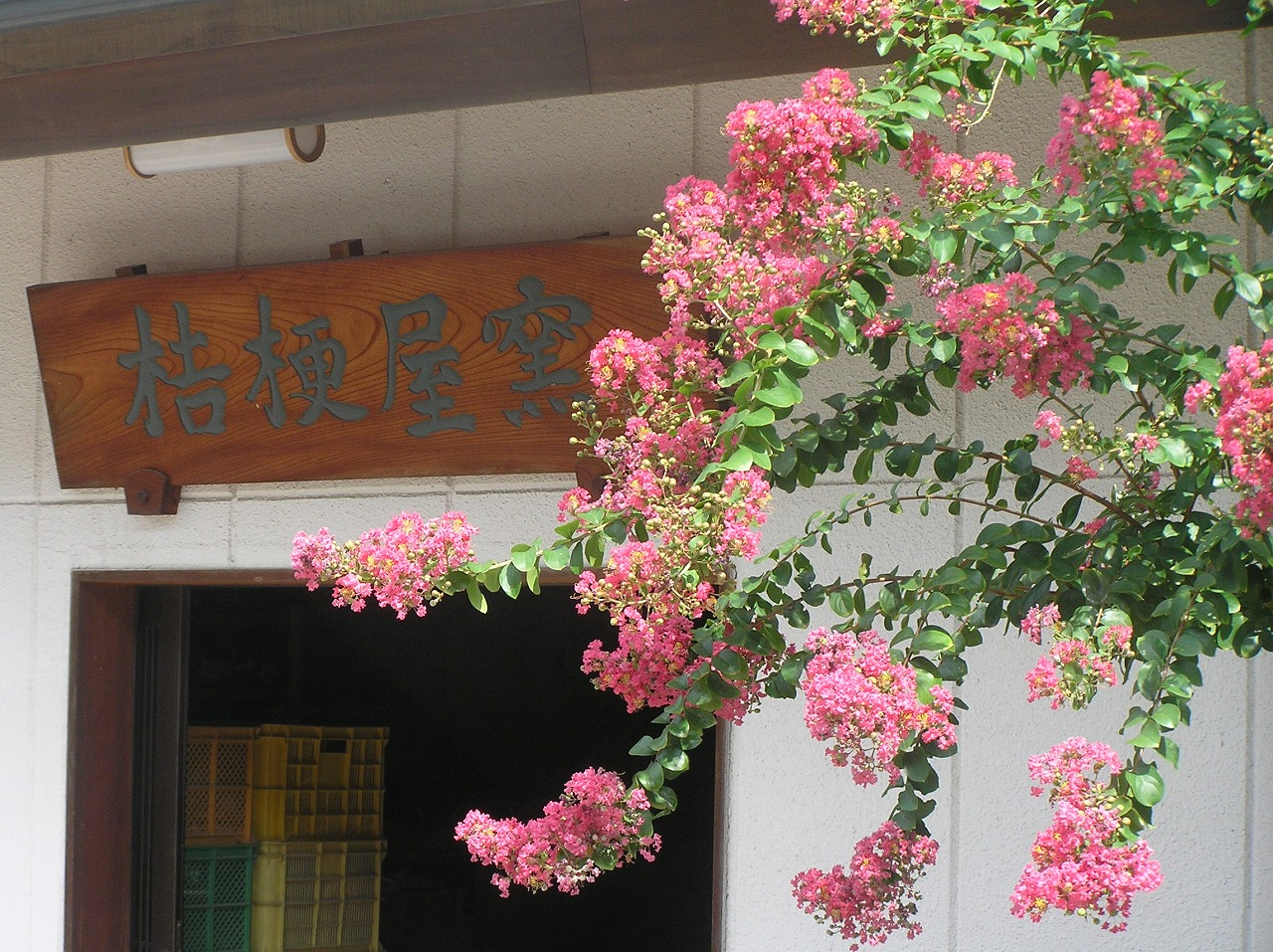
桔梗屋窯玄関

雪志野（ゆきしの）は、志野焼の窯元の一つ、岐阜県の桔梗屋窯桑原小三郎作の陶磁器の銘の一つである。

## 概要

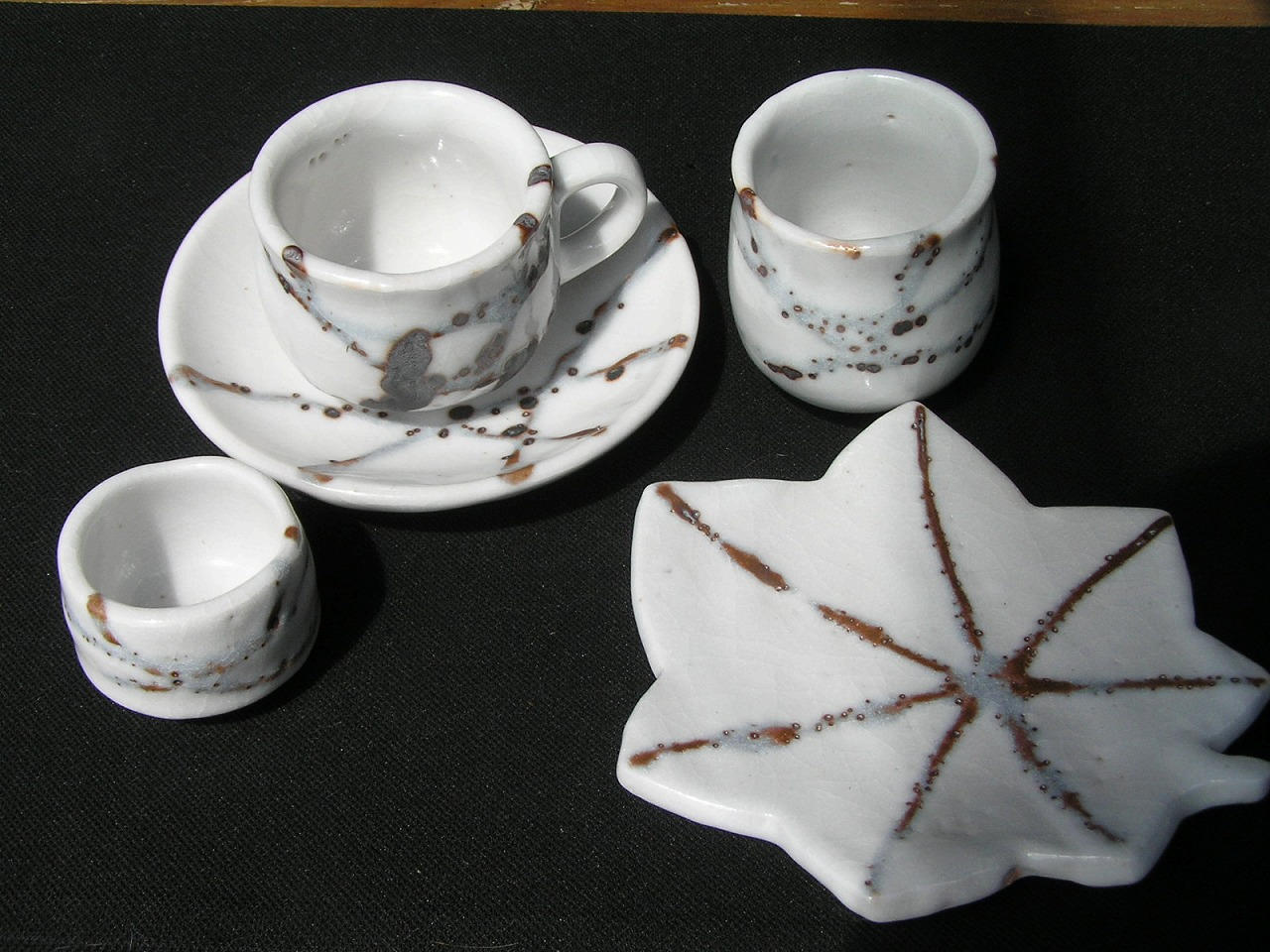
真っ白な地と志野釉が厚く施釉される雪志野

志野釉を使い、雪を思わせる真っ白な地から模様がわずかに滲みあがるような簡潔で抽象的かつ暖かみのある素朴なデザインを特徴とする。釉薬は長石が主でたっぷりと厚く施釉される。茶器、茶碗、皿、鉢、花瓶、壺などが造られている。
志野焼は、室町時代の茶人・志野宗信が美濃の陶工に命じて作らせたのが始まりとされ、その特徴である長石釉と呼ばれる、長石を砕いて精製する釉薬を厚く施釉する手法は室町時代中期の頃にはじまり、志野宗信が愛用した白天目も土岐市の古窯で焼かれていたと考えられる。その使用される土や釉の色彩の違いにより紅志野、鼠志野、桜志野、紫志野、白志野、血志野など多くがあり、それぞれ特徴を持つ。
川端康成の小説『千羽鶴』に志野茶碗が非常に幻想的に描かれている。

## 作者

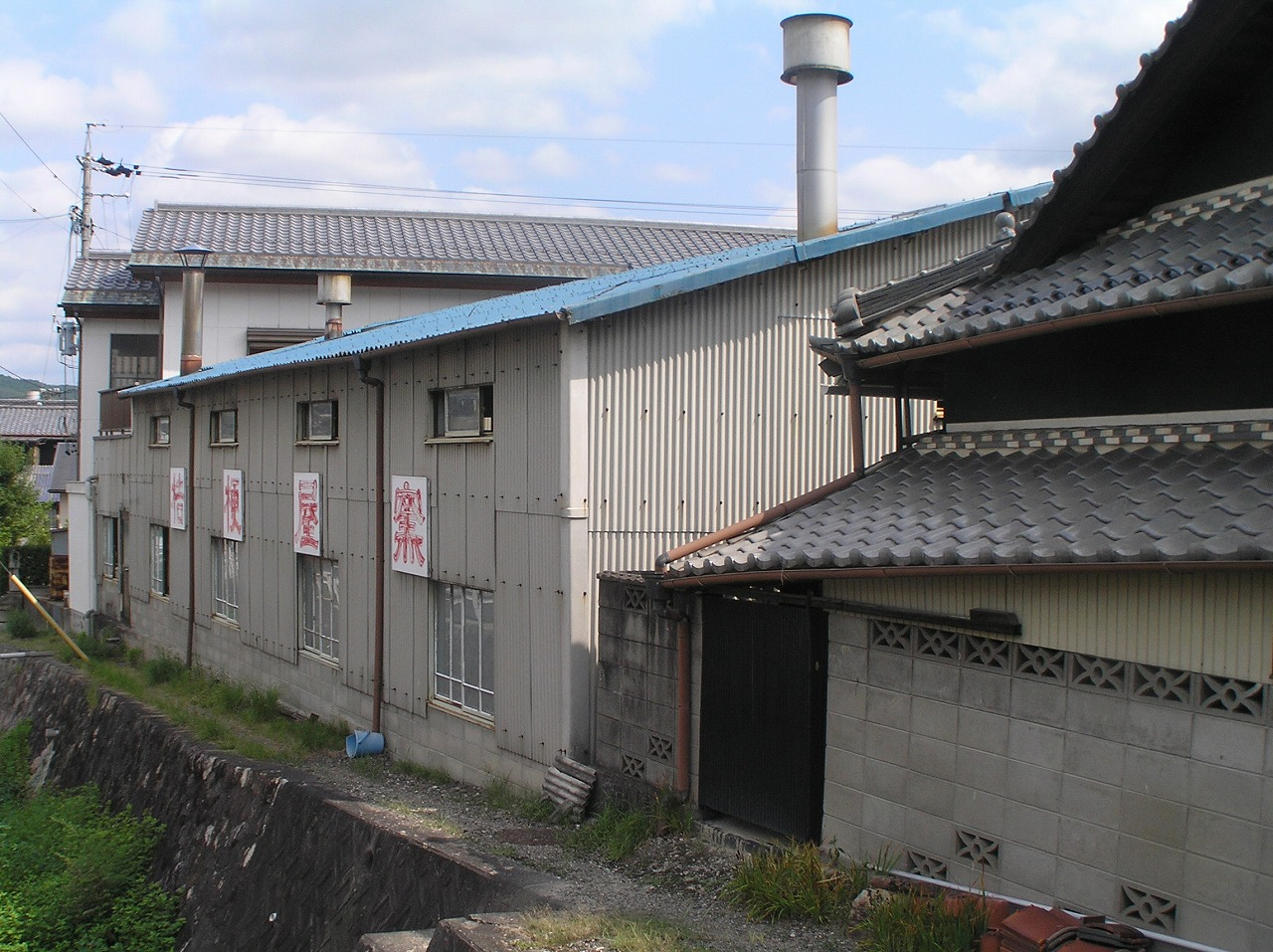
岐阜県土岐市の桔梗屋窯

窯元である桔梗屋窯は岐阜県土岐市土岐津町高山にある。初代利三郎が江戸時代末期文久年間に美濃の地に窯を開き、現在の桑原小三郎は5代目にあたる。120年の伝統を持つ、美濃でも最も伝統ある窯元の一つである。1973年の第18回美濃焼土岐市展協議会長賞受賞をはじめ、多くの受賞歴がある。

### 受賞歴
- 1973年 第18回美濃土岐市展協議会長賞
- 1978年 岐阜県石膏型工業組合理事長賞
- 1995年 1995年秋の美濃焼新作展示会 岐阜県知事賞
- 2003年 2003年秋の美濃焼新作展示会 優秀作品賞
- 2004年 2004年秋の美濃焼新作展示会 中部経済新聞社賞